# Thermoacoustique

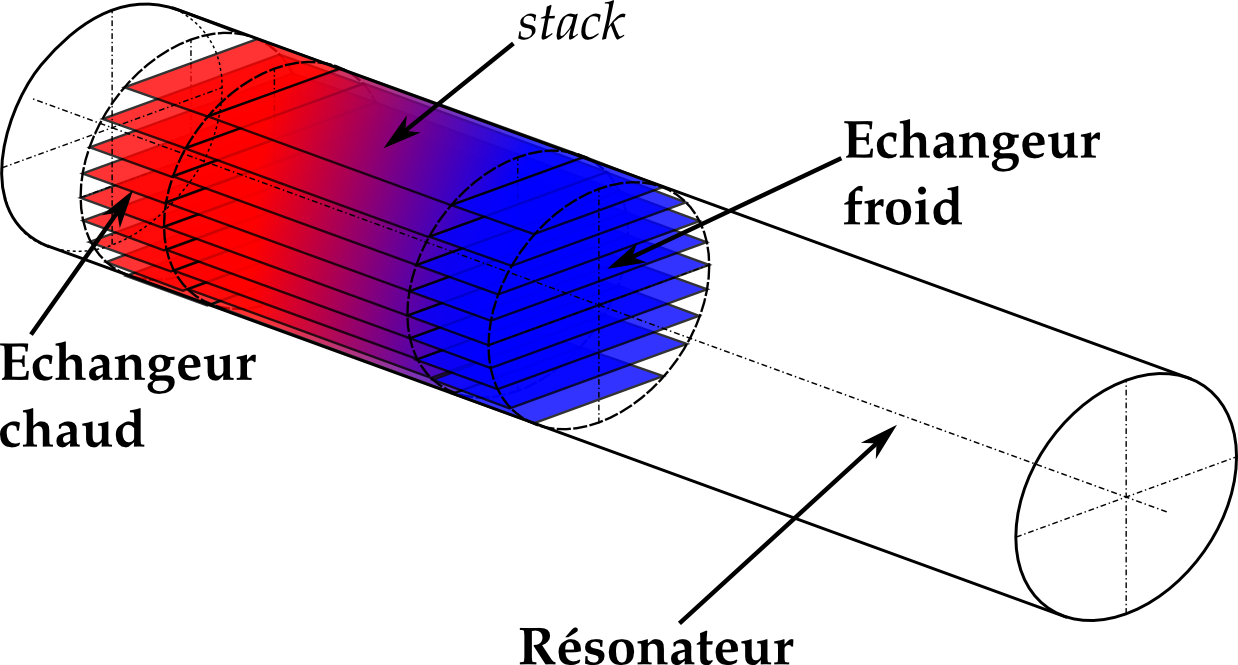
Assemblage typique formant une machine thermoacoustique.

L'effet thermoacoustique est la conversion de chaleur en énergie acoustique et vice versa,. Une machine thermoacoustique est donc un convertisseur thermomécanique qui peut, soit produire une énergie mécanique de nature acoustique à partir de la consommation d'une certaine quantité de chaleur, soit consommer de l'énergie acoustique afin de pomper de la chaleur d'un milieu froid vers un milieu chaud. Les systèmes en question sont respectivement qualifiés de moteur thermoacoustique et de réfrigérateur thermoacoustique.

## Description

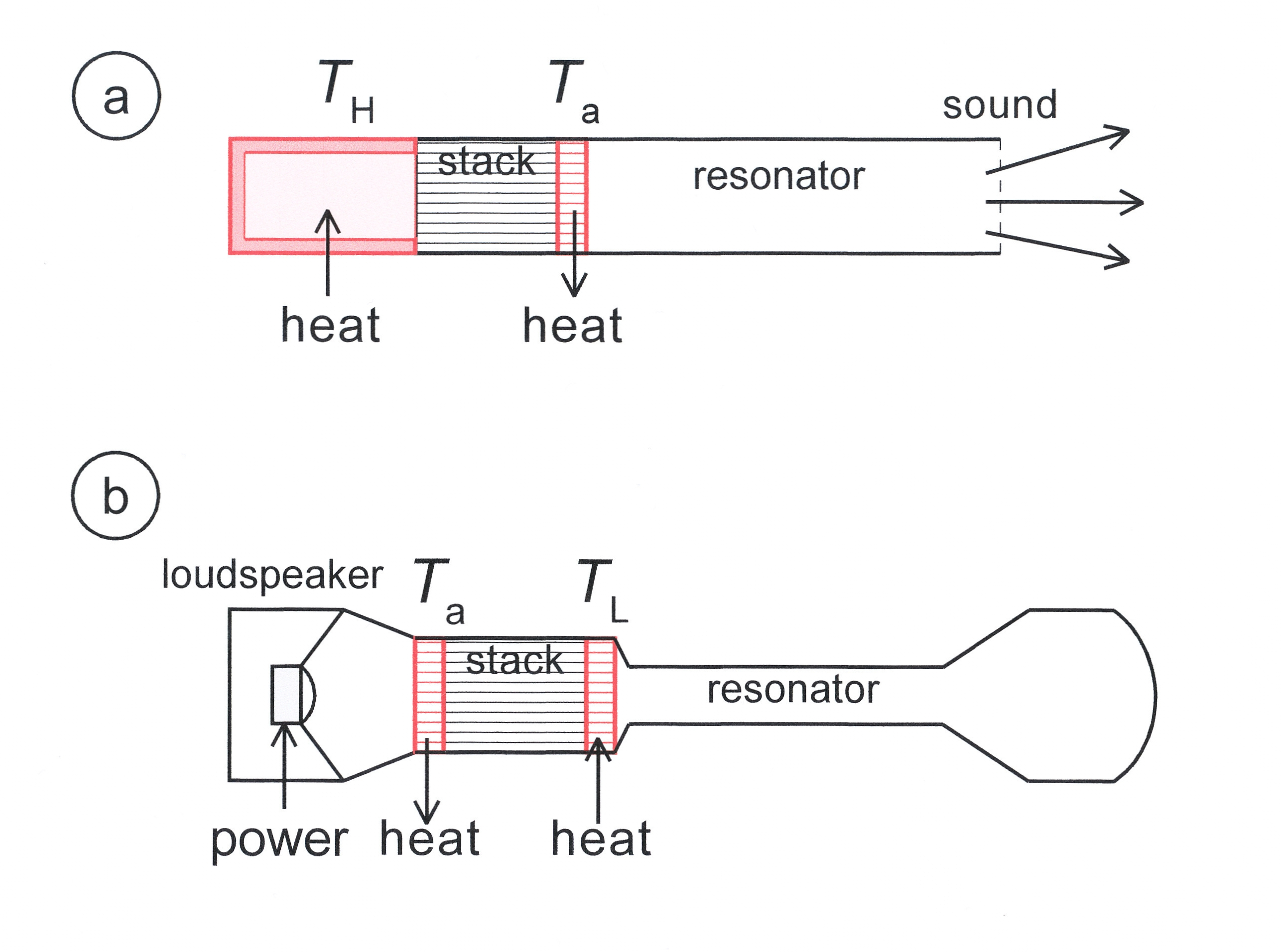
Schéma d'un système à ondes stationnaires

Les machines thermoacoustiques sont constituées dans leurs versions les plus simples d'un résonateur acoustique à l'intérieur duquel est disposée soit une structure poreuse, soit un stack, munis d'échangeurs de chaleur à leurs extrémités. C'est la différence de température aux extrémités du stack, entretenue par les deux échangeurs de chaleur, qui donne naissance à l'onde acoustique dans le résonateur. On utilise le plus souvent une source/récepteur d'ondes sonores afin d'assurer une conversion électromécanique de la puissance acoustique entretenue par le résonateur. Moteurs et réfrigérateurs sont parfois directement associés, l'onde acoustique créée par le premier servant à faire fonctionner le second.
Il existe par ailleurs une troisième utilisation de l'effet thermoacoustique, visant à la séparation de gaz initialement mélangés,.

## Historique de la thermoacoustique
Les oscillations induites par la thermoacoustique sont observées depuis des siècles. Les souffleurs de verre produisaient des sons générés par la chaleur lorsqu'ils soufflaient un bulbe chaud à l'extrémité d'un tube étroit et froid. Ce phénomène a également été observé dans les cuves de stockage cryogéniques, où des oscillations sont induites par l'insertion d'un tube creux ouvert à l'extrémité inférieure dans de l'hélium liquide, appelées oscillations de Taconis, mais l'absence de système d'évacuation de la chaleur fait que le gradient de température diminue et que l'onde acoustique s'affaiblit puis s'arrête complètement.
Byron Higgins a fait la première observation scientifique de la conversion de l'énergie thermique en oscillations acoustiques. Il a étudié le phénomène de la "flamme chantante" dans une portion de flamme d'hydrogène dans un tube dont les deux extrémités sont ouvertes.
Le physicien Pieter Rijke a introduit ce phénomène à plus grande échelle en utilisant un écran métallique chauffé pour induire de fortes oscillations dans un tube (le tube de Rijke).
Feldman a mentionné dans sa revue qu'un courant d'air convectif à travers le tube est le principal inducteur de ce phénomène. Les oscillations sont les plus fortes lorsque l'écran est à un quart de la longueur du tube.
Les recherches menées par Sondhauss en 1850 sont connues pour être les premières à s'approcher du concept moderne d'oscillation thermoacoustique. Sondhauss a étudié expérimentalement les oscillations liées aux souffleurs de verre. Il a observé que la fréquence et l'intensité du son dépendaient de la longueur et du volume de l'ampoule. Lord Rayleigh a donné une explication qualitative du phénomène des oscillations thermoacoustiques de Sondhauss, en affirmant que la production de tout type d'oscillations thermoacoustiques doit répondre à un critère : "Si de la chaleur est apportée à l'air au moment de la plus grande condensation ou lui est retirée au moment de la plus grande raréfaction, la vibration est encouragée".
Cela montre qu'il a lié la thermoacoustique à l'interaction des variations de densité et de l'injection de chaleur. L'étude théorique formelle de la thermoacoustique a été lancée par Kramers en 1949, lorsqu'il a généralisé la théorie de Kirchhoff sur l'atténuation des ondes sonores à température constante au cas de l'atténuation en présence d'un gradient de température.
Rott a fait une percée dans l'étude et la modélisation des phénomènes thermodynamiques en développant une théorie linéaire réussie. Après cela, la partie acoustique de la thermoacoustique a été reliée dans un cadre thermodynamique large par Swift.

### En français
- Généralités sur la thermoacoustique
- Hekyom produit du froid grâce au son

### En anglais
- Thermoacoustics: A unifying perspective for some engines and refrigerators, Los Alamos National Laboratory, New Mexico, USA.
- Penn State University, USA
- The Power of Sound, American Scientist Online
- Thermoacoustics at the University of Adelaide, Australia, Discussion Forum
- Clever Fellows Innovation Consortium
- Cool Sound Industries, Inc.
- Adelaide University
- Hear That? The Fridge Is Chilling, Wired Magazine article
- WikiBook on Thermoacoustics